# Elew
Elew (z fr. élève, uczeń) – tytuł żołnierza służby przygotowawczej kształcącego się na szeregowego, otrzymywany bez szczególnego nadania z dniem rozpoczęcia pełnienia służby przygotowawczej w Wojsku Polskim. Dawniej był to także tytuł żołnierzy zawodowych kształcących się w podoficerskich szkołach zawodowych. Tytuł ten przysługiwał również żołnierzom odbywającym zasadniczą służbę wojskową, których skierowano na naukę w szkole podoficerskiej, szkole młodszych specjalistów lub wojskowym ośrodku szkolenia. Tytuł przysługiwał od dnia rozpoczęcia nauki przez okres jej trwania.
Tytuł elewa dla tej grupy żołnierzy został zniesiony na podstawie rozporządzenia Ministra Obrony Narodowej z 23 lutego 2011 r. w sprawie tytułów wojskowych żołnierzy w czynnej służbie wojskowej.